# Systronics
Systronics este o companie producătoare de componente electronice din Arad, controlată de grupul elvețian Cicor Technologies.
Compania Systronics produce elemente electronice și hardware, dezvoltă aplicații pe baza unor specificații, industrializează și procură componente electronice, servicii post-vânzare, pentru diverse firme din domeniul industrial și al telecomunicațiilor.
Compania Systronics este membră a grupului elvețian ElectronicParc Group și și-a început activitatea în 1997, în localitatea Șofronea, județul Arad.
În 2000, compania a construit o nouă fabrică în Zona Parc Industrial N-V Arad.
Grupul ElectronicParc activează în domeniul producției de electronică.
Cifra de afaceri a grupului pe 2004 a fost de 95 de milioane de euro.
Număr de angajați în 2007: 230
Cifra de afaceri în 2005: 5,1 milioane euro